# Woman's Place
Woman's Place è un film muto del 1921 diretto da Victor Fleming che ha come interpreti principali Constance Talmadge e Kenneth Harlan. La sceneggiatura è firmata da Anita Loos e John Emerson, autori anche del soggetto originale del film.

## Produzione
Il film fu prodotto dalla Joseph M. Schenck Productions.

## Distribuzione
Il copyright del film, richiesto dalla Joseph M. Schenck Productions, fu registrato il 6 ottobre 1921 con il numero LP17059. Distribuito dalla Associated First National Pictures e presentato da Joseph M. Schenck, il film uscì nelle sale cinematografiche USA il 17 ottobre 1921.